# 四国キヨスク
四国キヨスク株式会社（しこくキヨスク、Shikoku Kiosk Company）は、香川県高松市に本社を置く四国旅客鉄道（JR四国）の完全子会社である。

## 概要
主にJR四国管内の駅にある駅売店「Kiosk（キヨスク）」やコンビニエンスストア「セブン・イレブンKiosk」、飲食店・コインロッカー等の営業、その他駐車場業等の運営を行っている。
キヨスクを運営する6社のうち、社名が発足当初の「○○キヨスク」のまま残っているのは四国キヨスクのみとなっている。

## 沿革
- 1987年（昭和62年）6月4日 - 財団法人鉄道弘済会の営業部門から分離独立。
- 1987年（昭和62年）7月1日 - 営業開始。
- 2014年（平成26年）7月4日 - セブン-イレブン・ジャパンと提携し、3年以内に、JR四国管内の既存のキヨスク・ビッグキヨスクのうち36店舗を「セブン-イレブン Kiosk」の看板に掛けかえることを発表[1]。
- 2018年（平成30年）7月5日 - 「セブンイレブンKiosk多度津駅店」の開店により、セブンイレブンへの転換を終了[2]。ただし、36店のうちセブンイレブン化したものは20店で、その他は廃止となった[2]。

## 主な事業
- Kiosk事業
  - Kiosk銘品館 - 高知駅などの主要な駅にある土産専門店の名称。近年はセブンイレブンとの棲み分けをはかり、土産物店の役割をこの名称に切り替えている。
    - Kiosk高知銘品館（高知駅構内・2008年に現駅舎竣工とともに開店）
    - Kiosk徳島銘品館（徳島駅構内・2016年11月開店）

  - おみやげどころ - 土産専門店の別形態で、敷地面積の比較的小さい店舗に充てられる名称。こちらもセブンイレブンとの差別化で使われるようになった。
    - おみやげどころ今治店（今治駅構内）
    - おみやげどころ観音寺店（観音寺駅構内）

  - ハレノヒヤ - 令和に誕生した土産専門店の新形態。「特別な日・おめでたい日」という意味の「ハレの日」にあやかり命名された。
    - ハレノヒヤ高松オルネ店（高松駅構内、（高松オルネ北館1F・2024年3月の高松オルネのグランドオープンとともに開店。開店に伴い、南館にある高松銘品館はコンビニ業務に一本化された。）
    - Graceful Gift Shop by ハレノヒヤ 松山駅店（松山駅構内・2024年9月に現駅舎竣工とともに開店）

- コンビニエンスストア事業
  - Big kiosk→セブンイレブンKiosk - 無印のKioskはすべてセブンイレブン形態に転換および閉店済。また、駅構内以外ではJRクレメントイン高松（高松駅付近）にも同形態で出店。

## 事業所
- 本社／高松支店：香川県高松市西の丸町12番12号
- 松山支店：愛媛県松山市宮田町9番9号
- 高知支店：高知県高知市駅前町1番21号
- 徳島支店：徳島県徳島市寺島本町東1丁目24番地

## 閉鎖店舗
キヨスク
- 高松1号店、2号店、3号店、4号店（高松駅内改札横）、5号店（高松駅内6番7番ホーム）、6号店、7号店（高松駅内4番5番ホーム）
- 坂出1号店（坂出駅内1階改札横）、2号店（坂出駅内2階2番3番ホーム）
- 宇多津ビブレ店（宇多津ビブレ1階）
- 詫間店（2016年8月26日閉店）
- 観音寺サティ店（観音寺サティ1階）
- 栗林店
- 屋島店
- 志度店
- 讃岐津田店
- 三本松店
- 引田店
- 板野店
- 勝瑞店
- 鳴門店（2011年3月11日）
- 徳島1号店、2号店（徳島駅2番ホーム）、3号店、4号店
- 二軒屋店
- 南小松島店
- 羽ノ浦店
- 日和佐店
- 牟岐店
- 佐古店
- 石井店
- 穴吹店（2016年4月）
- 貞光店
- 阿波半田店
- 川之江店
- 伊予三島店
- 伊予三芳店
- 松山1号店、2号店、3号店、4号店、5号店、6号店
- 伊予市店
- 八幡浜店
- 大洲店
- 宇和島店
- 山田店
- 高知1号店、2号店、3号店
- 伊野店（2009年3月閉店）
- 佐川店（2016年5月31日閉店）
- 久礼店
- 窪川店（2016年6月24日閉店）

ビッグキヨスク
- 高松店（高松駅内みどりの窓口向かい）
- 宇多津店（2008年4月8日開店）
- 丸亀店
- 観音寺店
- 善通寺店
- 琴平店（2008年12月18日開店）
- 阿南店（2016年8月26日閉店）
- 蔵本店（2016年5月31日閉店）
- 鴨島店
- 池田店
- 壬生川店（2007年6月27日開店 - 2016年5月31日閉店）
- 松山店（2011年7月4日開店）
- 卯之町店（2016年8月26日閉店）
- 宇和島店
- 山田店
- 高知店（2008年2月26日開店） - 3代目駅舎開業の為開店。

その他
- おみやげどころ徳島店（徳島駅構内・徳島クレメントプラザB1） - 徳島銘品館に統合。
- 松山デパート売店（JR松山駅2階）
- 松山デパートレストランつばき（JR松山駅2階）
- 高知デパート売店（2008年2月25日閉店）（JR高知駅2階） - 2代目駅舎廃止の為閉店。
- 高知デパートレストラン（2008年2月25日閉店）（JR高知駅2階） - 2代目駅舎廃止の為閉店。